# ISO 19011
ISO 19011:2011 is een internationale standaard die richtlijnen geeft voor het uitvoeren van audits van managementsystemen.
Hieronder vallen:
- Kwaliteitsysteemaudits
- Milieusysteemaudits

Het is ontwikkeld door International Organization for Standardization.
ISO 19011 is een 'guideline' en bijgevolg niet certificeerbaar. 
Deze standaard geeft richtlijnen over:
- De principes van auditeren
- Het beheer van het auditprogramma
- Het uitvoeren van een management systeem audit
- Competenties van auditoren

## Status
- 2018 is de huidige versie